# کنخووک
کنخووک (به لهستانی:  Knychówek) یک روستا در لهستان است که در گمینا کورچو واقع شده‌است.